# Thich Quang Do
Thích Quảng Độ (normaliserad svensk stavning Thich Quang Do), född 27 november 1928 i Thai Binh-provinsen, död 22 februari 2020 i Ho Chi Minh-staden, var en vietnamesisk buddhistmunk och regimkritiker. Sedan 2003 satt han i husarrest i ett kloster i Ho Chi Minh-staden (tidigare Saigon) för att ha författat ett upprop för demokrati i Vietnam.